# Coppa del Mondo di slittino 1983
La Coppa del Mondo di slittino 1982/83, sesta edizione della manifestazione organizzata dalla Federazione Internazionale Slittino, ebbe inizio l'8 gennaio 1983 ad Hammarstrand, in Svezia, e si concluse il 6 marzo 1983 ad Oberhof, nella Repubblica Democratica Tedesca. Furono disputate 15 gare, cinque per ogni tipologia (singolo uomini, singolo donne ed il doppio) in 5 differenti località. Nel corso della stagione si tennero anche i Campionati mondiali di slittino 1983 a Lake Placid, negli Stati Uniti, competizione non valida ai fini della Coppa del Mondo.
Le coppe di cristallo, trofeo conferito ai vincitori del circuito, furono assegnate all'italiano Paul Hildgartner per quanto concerne la classifica del singolo uomini, la tedesca dell'est Ute Weiß conquistò il trofeo del singolo donne mentre la coppia italiana formata da Hansjörg Raffl e Norbert Huber si aggiudicò la vittoria del doppio.

## Risultati
| Data                | Località     | Nazione        | Specialità       | Primi classificati                                 | Secondi classificati                               | Terzi classificati                                |
| ------------------- | ------------ | -------------- | ---------------- | -------------------------------------------------- | -------------------------------------------------- | ------------------------------------------------- |
| 8-9 gennaio 1983    | Hammarstrand | Svezia         | Donne – Singolo  | Ute Weiß Germania Est                              | Elena Porossova Unione Sovietica                   | Elena Perminova Unione Sovietica                  |
| 8-9 gennaio 1983    | Hammarstrand | Svezia         | Uomini – Singolo | Sergej Danilin Unione Sovietica                    | Uwe Handrich Germania Est                          | Norbert Huber Italia                              |
| 8-9 gennaio 1983    | Hammarstrand | Svezia         | Uomini – Doppio  | Volker Sotzmann Volker Dietrich Germania Est       | Günther Lemmerer Reinhold Sulzbacher Austria       | Juris Ėjsaks Ėjnars Vejkša Unione Sovietica       |
| 15-16 gennaio 1983  | Imst         | Austria        | Donne – Singolo  | Mária Jasenčáková Cecoslovacchia                   | Marie-Luise Rainer Italia                          | Annefried Göllner Austria                         |
| 15-16 gennaio 1983  | Imst         | Austria        | Uomini – Singolo | Ernst Haspinger Italia                             | Paul Hildgartner Italia                            | Norbert Huber Italia                              |
| 15-16 gennaio 1983  | Imst         | Austria        | Uomini – Doppio  | Hansjörg Raffl Norbert Huber Italia                | Hans Stanggassinger Franz Wembacher Germania Ovest | Thomas Schwab Wolfgang Staudinger Germania Ovest  |
| 29-30 gennaio 1983  | Lake Placid  | Stati Uniti    | Donne – Singolo  | Ute Weiß Germania Est                              | Ingrīda Amantova Unione Sovietica                  | Bettina Schmidt Germania Est                      |
| 29-30 gennaio 1983  | Lake Placid  | Stati Uniti    | Uomini – Singolo | Paul Hildgartner Italia                            | Miroslav Zajonc Canada                             | Ernst Haspinger Italia                            |
| 29-30 gennaio 1983  | Lake Placid  | Stati Uniti    | Uomini – Doppio  | Hansjörg Raffl Norbert Huber Italia                | Jörg Hoffmann Jochen Pietzsch Germania Est         | Helmut Brunner Walter Brunner Italia              |
| 26-27 febbraio 1983 | Königssee    | Germania Ovest | Donne – Singolo  | Ute Weiß Germania Est                              | Melitta Sollmann Germania Est                      | Ingrīda Amantova Unione Sovietica                 |
| 26-27 febbraio 1983 | Königssee    | Germania Ovest | Uomini – Singolo | Paul Hildgartner Italia                            | Michael Walter Germania Est                        | Johannes Schettel Germania Ovest                  |
| 26-27 febbraio 1983 | Königssee    | Germania Ovest | Uomini – Doppio  | Hans Stanggassinger Franz Wembacher Germania Ovest | Hansjörg Raffl Norbert Huber Italia                | Bernd Oberhoffner Jörg-Dieter Ludwig Germania Est |
| 5-6 marzo 1983      | Oberhof      | Germania Est   | Donne – Singolo  | Bettina Schmidt Germania Est                       | Melitta Sollmann Germania Est                      | Steffi Martin Germania Est                        |
| 5-6 marzo 1983      | Oberhof      | Germania Est   | Uomini – Singolo | Sergej Danilin Unione Sovietica                    | Bernhard Glass Germania Est                        | Paul Hildgartner Italia                           |
| 5-6 marzo 1983      | Oberhof      | Germania Est   | Uomini – Doppio  | Jörg Hoffmann Jochen Pietzsch Germania Est         | Hans Stanggassinger Franz Wembacher Germania Ovest | Hansjörg Raffl Norbert Huber Italia               |

## Classifiche

### Singolo uomini
| Pos. | Nome             | Nazione          |
| ---- | ---------------- | ---------------- |
| 1    | Paul Hildgartner | Italia           |
| 2    | Sergej Danilin   | Unione Sovietica |
| 3    | Ernst Haspinger  | Italia           |

### Singolo donne
| Pos. | Nome             | Nazione          |
| ---- | ---------------- | ---------------- |
| 1    | Ute Weiß         | Germania Est     |
| 2    | Ingrīda Amantova | Unione Sovietica |
| 3    | Melitta Sollmann | Germania Est     |

### Doppio
| Pos. | Nome                                | Nazione          |
| ---- | ----------------------------------- | ---------------- |
| 1    | Hansjörg Raffl Norbert Huber        | Italia           |
| 2    | Hans Stanggassinger Franz Wembacher | Germania Ovest   |
| 3    | Thomas Schwab Wolfgang Staudinger   | Germania Ovest   |
| 3    | Juris Ėjsaks Ėjnars Vejkša          | Unione Sovietica |